# 마체라타캄파니아
마체라타캄파니아(이탈리아어: Macerata Campania)는 이탈리아 캄파니아주 카세르타도에 있는 코무네이다. 나폴리로부터는 북쪽으로 25km 카세르타에선 서쪽으로 6km 거리에 있다.